# Rom er et fortryllet bur...
|  | Denne artikel er oprettet af botten PalnaBot ud fra en ekstern database. Den kan derfor have sproglige fejl eller mangler. Denne skabelon kan fjernes efter kontrol af indholdet. |

Rom er et fortryllet bur... er en film instrueret af Tue Ritzau efter manuskript af Tue Ritzau.

## Handling
En film om danske og andre nordiske kunstnere, der har boet i og uden for den italienske hovedstad. Filmen lægger vægten på tiden omkring oprettelsen af den skandinaviske forening i 1860. Der gengives malerier af f.eks. guldaldermalerne, litterære citater af f.eks. H.C. Andersen, Henrik Ibsen og Ludvig Bødtcher (se filmens titel). Ligeledes refereres en række anekdoter fra miljøet omkring foreningen og stamcaféen, Café Greco.